# 2000 Miles
2000 Miles è un singolo del gruppo musicale The Pretenders, pubblicato nel 1983 ed estratto dall'album Learning to Crawl.
Il lato A è stato scritto da Chrissie Hynde, mentre il lato B è stato composto da Martin Chambers. Nel 2003, 2000 Miles è stato reinterpretato dai Coldplay a scopo benefico.

## Tracce
1. 2000 Miles
2. Fast or Slow (The Law's the Law)